# Stephan Holthaus

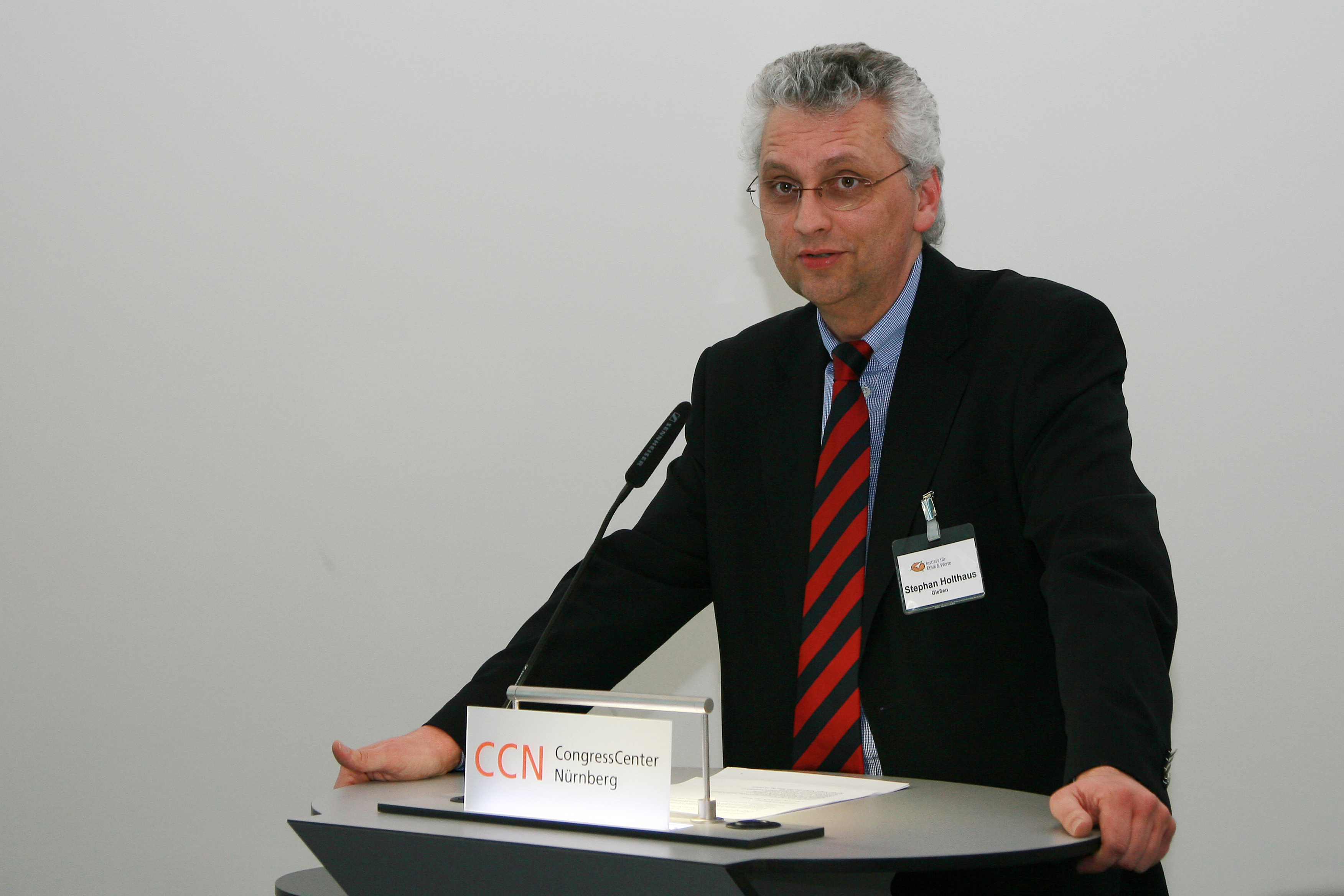
Stephan Holthaus, 2011

Stephan Holthaus (* 19. September 1962) ist ein deutscher evangelischer Theologe, Professor für christliche Ethik und Apologetik mit Schwerpunkt Wirtschaftsethik und Rektor der Freien Theologischen Hochschule Gießen (FTH).

## Leben
Holthaus’ konfessioneller Hintergrund ist in der Brüderbewegung, er ist Mitglied einer Baptistengemeinde. Von 1983 bis 1988 studierte er evangelische Theologie an der Freien Theologischen Akademie (FTA) in Gießen. Auf ein Gaststudienjahr an der Philipps-Universität Marburg folgten dreijährige Doktoralstudien von 1989 bis 1992 an der Evangelisch-Theologischen Fakultät in Löwen (Belgien). 1992 wurde er hier zum Doktor der Theologie promoviert. Von 1992 bis 1995 arbeitete er als Dozent für Kirchengeschichte an der Bibelschule Brake. Die FTH Gießen berief Holthaus 1995 zum Dozenten für Kirchengeschichte und Ethik und 1997 zum Dekan. Von 2008 bis 2012 war er Dekan und Dozent für Ethik an der FTH, von 2012 bis 2015 Prorektor. Im Jahr 2015 folgte eine Professur für christliche Ethik und Apologetik mit Schwerpunkt auf Wirtschaftsethik. Holthaus übernahm im Januar 2016 als Nachfolger von Helge Stadelmann das Rektorat.
Seine Forschungsschwerpunkte sind die Heiligungsbewegung, Ethik sowie Trendforschung.
Von 1992 bis 1997 war er Mitarbeiter im Rahmen des Forschungsprojekts „Bibliographie zur Kirchengeschichte“ des Instituts für wissenschaftstheoretische Grundlagenforschung in Paderborn in Zusammenarbeit u. a. mit Lutz E. von Padberg. Dieses Forschungsprojekt mündete in der Herausgabe des Bücherverzeichnisses zur Kirchengeschichte.
Von 2006 bis 2015 war Holthaus Direktor des Instituts für Ethik und Werte, das seinen Sitz auf dem Campus der FTH hat, institutionell aber nicht angebunden ist. Das Institut verfolgte unter Holthaus das Ziel, „eine Rückbesinnung der Gesellschaft auf christliche Werte [zu] erreichen“. An der TH Mittelhessen war er von 2008 bis 2013 Lehrbeauftragter für Wirtschaftsethik. Seit 2010 ist Holthaus Mitglied des Hauptvorstandes der Deutschen Evangelischen Allianz. 2018 wurde er zum Vorsitzenden der Konferenz Bibeltreuer Ausbildungsstätten gewählt.

## Schriften (Auswahl)
- Fundamentalismus in Deutschland. Der Kampf um die Bibel im Protestantismus des 19. und 20. Jahrhunderts (Biblia et Symbiotica; 1). Verlag für Kultur und Wissenschaft, Bonn 1993, ISBN 3-926105-06-2.
- Trends 2000. Der Zeitgeist und die Christen. Brunnen Verlag, Basel 1998, ISBN 3-7655-1141-2.
- Operation Zukunft. Christen im neuen Jahrtausend. Brunnen Verlag, Basel 2001, ISBN 3-7655-1214-1.
- Das Lachen der Erlösten. Warum Glaube und Humor zusammengehören. Brunnen Verlag, Gießen 2003, ISBN 3-7655-3754-3.
- Heil – Heilung – Heiligung: Die Geschichte der deutschen Heiligungs- und Evangelisationsbewegung (1874-1909). Brunnen Verlag, Gießen 2005, ISBN 3-7655-9485-7.
- Friedrich Wilhelm Baedeker. Leben und Werk eines Russlandmissionars; biographischer Abriss und Briefkorrespondenz. Jota Publ., Hammerbrücke 2006, ISBN 978-3-935707-40-4.
- Die Evangelikalen. Fakten und Perspektiven. Edition Johannis, Lahr 2007, ISBN 978-3-501-05254-9.
- Werte. Was Deutschland wirklich braucht. Brunnen Verlag, Gießen 2007, ISBN 978-3-7655-1901-7.
- Aktive Sterbehilfe. Ausweg oder Irrweg? Brunnen Verlag, Gießen 2008, ISBN 978-3-7655-1908-6 (zusammen mit Timo Jahnke).
- Konfessionskunde. Handbuch der Kirchen, Freikirchen und christlichen Gemeinschaften. Edition fth. Jota, Hammerbrücke 2008, ISBN 978-3-935707-54-1.
- Apologetik. Eine Einführung in die Verteidigung des christlichen Glaubens. Edition fth. Jota, Hammerbrücke 2009, ISBN 978-3-935707-60-2.
- Zwischen Gewissen und Gewinn. Die Wirtschafts- und Sozialordnung der „Freiburger Denkschrift“ und die Anfänge der Sozialen Marktwirtschaft. (= Marktwirtschaft und Ethik, Bd. 18). LIT, Münster 2015, ISBN 978-3-643-13131-7.
- „Zwischen Gewissen und Gewinn“. Die „Freiburger Denkschrift“ und ihre christliche Begründung einer Sozial-Wirtschaftsethik. In: Zeitschrift für Marktwirtschaft und Ethik. Vol. 4. Verlag Traugott Bautz, 2016, ISSN 2198-6800, S. 28–42 (zfme-jme.com [PDF]).